# كنوت كيرشر
كنوت كيرشر (بالألمانية: Knut Kircher)‏ (مواليد 2 فبراير 1969 في هيرتشاو) حكم كرة قدم ألماني . بدأ مسيرته التحكيمية في ألمانيا في سنة 1998 ثم قرر الاتحاد الدولي لكرة القدم اعتماده حكما دوليا في سنة 2004 .

## روابط خارجية
- كنوت كيرشر على موقع Soccerway.com (الإنجليزية)